# Vörös-zöld színtévesztés

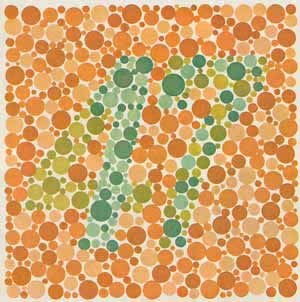
Ishihara-teszt: A vörös-zöld színtévesztők itt egy 17-est látnak, a normál színlátásúak egy 47-est is felismernek

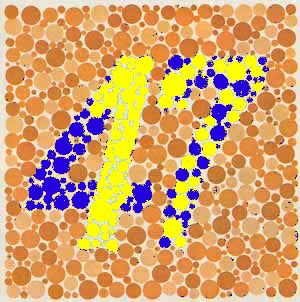
A megoldás: A vörös-zöld színtévesztők csak az itt sárgával jelölt pontokat látják a háttértől eltérőnek; normál színlátással a kékkel jelölt pontok is észrevehetők, habár nem különülnek el annyira a háttértől.

A vörös-zöld színtévesztés, daltonizmus a színtévesztésnek az a típusa, melyet Dalton angol kémikus tett ismeretessé. A színtévesztés leggyakoribb formája, amit gyakran csak színtévesztésként emlegetnek. A protoanópia és a deuteranópia közös neve. Lényege, hogy az érintettek rosszabbul vagy egyáltalán nem látják a piros (protoanópia) vagy a zöld színt (deuteroanópia). A kettő közül az utóbbi gyakoribb. Mivel nemhez kötötten öröklődik, a férfiaknál sokkal gyakoribb, mint a nőknél. A színtévesztés és a színlátási anomália között nincs éles határ.
Ezt a fajta színtévesztést az ethambutol is okozhatja, ami egy gümőkór kezelésére használt gyógyszer.
Dalton angol kémikus leírta, hogy ő a rózsát és az ibolyát egyformán kéknek nézi, fiatal lányok piros arca olyannak tetszik neki, mintha tintás volna, az ember vérének szine és a zöld palackok szine közt nem lát különbséget, nem tudja, miben különbözik a barna a zöld színtől.
Hasonló baja volt annak az angol papnak, aki vörös szövettel foltozta meg fekete ruháját.

## Okai
Az X-kromoszómán recesszíven öröklődő allélok más aminosavsorrendet írnak elő valamelyik látópigment (opszin) számára. Embernél egy gén ismert a pirosra érzékeny opszinra és három a zöldre érzékeny opszinra. Ezek az X-kromoszómán egymáshoz közel helyezkednek el. Az átkereszteződés rossz kombinációt eredményezhet, amelyek az egyes pigmentek eltolódott érzékenységében mutatkoznak meg. Ez gyakrabban fordul elő a zöldre érzékeny opszint örökítő génekkel, mivel azok fekszenek közelebb egy átkereszteződési ponthoz.
Az öröklődő színtévesztés nem változik. Körülbelül a férfiak 9%-a és a nők 0,8%-a érintett; ezzel gyakoribb, mint a tritanópia (kékre való érzékenység csökkenése vagy megszűnése). Magyarországon a férfiak 8%-a színtévesztő. A monokromázia a proto- és a deuteranópia szélsőséges, együttes jelenléte, amikor az alany gyakorlatilag nem tud színeket megkülönböztetni. Korábban úgy gondolták, hogy a színtévesztést a megfelelő csap hiánya vagy működésképtelensége okozza, de azóta kimutatták, hogy ez nem így van.

## Öröklődése

A hordozó nő 50%-os valószínűséggel adja át beteg X-kromoszómáját a gyermekének.

Az örökletes vörös-zöld színtévesztés a sárga-kék színtévesztéssel szemben az X-kromoszómához kötött, emiatt tér el ennyire a nemek aránya (0,092 = 0,0081 ∼ 0,8%). A színtévesztés alléljai recesszívek, így egy nőben mindkét kromoszómának ugyanannak a mutációnak kell jelen lennie. Ha csak az egyik X-kromoszóma érintett, akkor a nő nem lesz színtévesztő, de gyerekei azok lehetnek.
Az érdekes esetek:
- Színtévesztő apa és homozigóta normál látású anya gyerekei normál látásúak lesznek, de a lányok hordozzák a színtévesztést.
- Színtévesztő apa és hordozó anya gyerekei között lehet hordozó lány, színtévesztő lány, színtévesztő fiú, normál látású fiú.
- Normál látású apa és hordozó anya gyerekei között lehet homozigóta normál látású lány, hordozó lány, normál látású fiú és színtévesztő fiú.
- Normál látású apa és színtévesztő anya gyerekei közül a fiúk színtévesztők, a lányok hordozók.

A színtévesztés jelenléte lehetővé teszi, hogy egyes nők színlátása gazdagabbá váljon. Ha például az anya hordozza a protanomáliát, az apa pedig deuteroanomáliás. Jelölje a következőkben a protanomália alléljait P és p, a deuteroanomália alléljait D és d! A nagybetű a domináns, tehát most az egészséges változat jele. A nők testi sejtjeiben az egyik X-kromoszóma kikapcsolódik. Ha a lány a pD Pd változatot örökli, akkor látórendszere tartalmazni fogja a normál és a színtévesztő csapokat is, így tetrakromát lesz.

## A mindennapokban
Általában a színtévesztők nem érzik akadályoztatva magukat látásmódjuk miatt. Ugyanaz az esztétika alakul ki náluk, mint a normál színlátásúaknál. Ezt számos kísérlet igazolja, amit telített színekkel végeztek. Azonban több száz olyan szakma van, amiből kizárják a színtévesztőket, és hivatásos jogosítványt sem kaphatnak. A játékgyártóknak az a szokása, hogy négy színben készítenek bábukat, így piros, kék, sárga és zöld színekben, szintén megnehezíti dolgukat.

A vörös-zöld színtévesztők jobban meg tudják különböztetni egy szín árnyalatait, mint a különböző színeket

A színes kiadványok tervezésekor és kivitelezésekor általában nem gondolnak a színtévesztőkre. Ez különösen az apró részletekre, a vékony vonalakra és a színes háttérre vonatkozik. A fekete szövegben nem látják kiemeltnek a pirossal írt szavakat, de a kékeket igen. 
A különféle színeket használó térképeket rosszabbul tudják olvasni, mint azokat, amik satírozást vagy egy szín árnyalatait használják. Hasznos, ha a jelmagyarázat tologatható a térképen, hogy könnyebben lehessen értelmezni.
Mivel a mindennapokban gyakoriak a kevert színek, így a színtévesztők olyan árnyalatokat is összetéveszthetnek, amik első pillantásra nem látszanak pirosnak vagy zöldnek, például a lilába és a kékeszöldbe hajló kéket.
Éjszakai autóvezetés közben nem látják jól a jelzőlámpákat egészen addig, amíg a közelükbe nem érnek. A zöld szín gyenge észlelése esetén a távolabbi jelzőlámpák fényét nem tudják megkülönböztetni a fényreklámoktól és az utcai világítástól.
Egyes kutatások kimutatták, hogy az ilyen típusú színtévesztők a khaki szín több árnyalatát tudják megkülönböztetni.  Ezt kihasználják például a német hadseregben, mivel így az álcázott katonákat könnyebben észreveszik a növényzetben, mint normál színlátású társaik. Ez azon is múlik, hogy a színtévesztéshez alkalmazkodva megtanulták, hogy inkább formákra és körvonalakra figyeljenek, mint a színekre.
Sejtések szerint a színtévesztőknek kevesebb csapjuk van, mint a normál látásúaknak, viszont több a pálcikájuk, tehát a szürkületi látásuk jobb.

## Vizsgálata és korrekciója
A színtévesztés vizsgálható teszttáblákkal (Ishihara-teszt), pontosabban  Farnsworth-teszttel, vagy anomaloszkóppal. Emellett még használják a lanterna-tesztet is, amiben három különféle eszköz szerepel (Holmes-Wright Lantern, Beyne Lantern és Spectrolux Lantern).
A színtévesztést csakis korrigálni lehetséges, speciális színszűrő szemüvegekkel vagy lencsékkel, melyek növelik a színek közötti kontrasztot. Ezek valódi hatékonysága vitatott, mivel nem a színlátást segítik, sőt, a legtöbb, működési elvükből adódóan, jelentősen rontja a látást gyenge fényben.

## Szimulációja
A normál színlátásúak számára digitális képekkel megmutatható, hogy hogyan látnak a színtévesztők. A vörös-zöld színtévesztés egyik típusának szimulálására a piros és a zöld csatornákat azonos fényességgel  össze kell fogni egy sárga csatornába. Egy másik típus szimulálására a piros csatornát kell legyengíteni, hogy a piros megközelítse a feketét. Az elsőhöz hasonlóan kell eljárni a színvakság bemutatásához.
| Motívum                         | Trikromát kép | Dikromát kép a piros és a zöld megkülönböztetése nélkül | Akromát kép szürkeárnyalatokban |
| ------------------------------- | ------------- | ------------------------------------------------------- | ------------------------------- |
| Pszeudoizokromát vizsgálati kép |               | N/A                                                     |                                 |
| Gyümölcsöspult                  |               |                                                         |                                 |
| Mozaikablak                     | N/A           | N/A                                                     | N/A                             |
| Szivárvány                      |               |                                                         |                                 |

## Fordítás
Ez a szócikk részben vagy egészben  a   Rot-Grün-Sehschwäche című német Wikipédia-szócikk fordításán alapul.  Az eredeti cikk szerkesztőit annak laptörténete sorolja fel. Ez a jelzés csupán a megfogalmazás eredetét és a szerzői jogokat jelzi, nem szolgál a cikkben szereplő információk forrásmegjelöléseként.